# ペイビアン
| 累代        | 代     | 紀           | 基底年代 Mya |
| ----------- | ------ | ------------ | ------------ |
| 顕生代      | 新生代 | 第四紀       | 2.58         |
| 顕生代      | 新生代 | 新第三紀     | 23.03        |
| 顕生代      | 新生代 | 古第三紀     | 66           |
| 顕生代      | 中生代 | 白亜紀       | 145          |
| 顕生代      | 中生代 | ジュラ紀     | 201.3        |
| 顕生代      | 中生代 | 三畳紀       | 251.902      |
| 顕生代      | 古生代 | ペルム紀     | 298.9        |
| 顕生代      | 古生代 | 石炭紀       | 358.9        |
| 顕生代      | 古生代 | デボン紀     | 419.2        |
| 顕生代      | 古生代 | シルル紀     | 443.8        |
| 顕生代      | 古生代 | オルドビス紀 | 485.4        |
| 顕生代      | 古生代 | カンブリア紀 | 541          |
| 原生代      | 原生代 | 原生代       | 2500         |
| 太古代      | 太古代 | 太古代       | 4000         |
| 冥王代      | 冥王代 | 冥王代       | 4600         |
| 1. 2. 3. 4. |        |              |              |

ペイビアン、または排碧期（はいびゃくき、英: Paibian）は、地質時代名の一つ。約4億9700万年前から約4億9400万年前にあたる、カンブリア紀の四番目の世を三分した前期。前の期はカンブリア紀の三番目の世を三分した後期のガズハンジアン、次の期は四番目の世の中期ジャンシャニアン。
当時の大気と海洋の酸素濃度は現代以下であったが、この時代に大気・海洋ともに大きく酸素濃度が上昇し、その水準は現代を上回るほどであった。

## GSSP
名称は中華人民共和国湖南省の排碧に由来する。国際標準模式層断面及び地点(GSSP)は湖南省湘西トゥチャ族ミャオ族自治州花垣県の五菱山脈の排碧セクションにて、華僑累層の露頭が定義されている。ペイビアン階の基底はタイプ産地(北緯28度23分22秒 東経109度31分33秒 / 北緯28.3895度 東経109.5257度)の華僑累層基底から396メートル上の、三葉虫グリプタグノストゥス・レティクラトゥスの初出現である。

## 出来事
ペイビアン階では Steptoean Positive Carbon Isotope Excursion (SPCIE) と呼ばれる世界規模の現象が知られている。これはその名が示すように炭素同位体比が高い値を示すというもので、生物生産が増大したことで軽い12Cが光合成生物に固定され、海洋や大気で重い13Cや14Cの比率が高まっていたことを意味する。この現象は海底に大量の有機物が埋没して富栄養化が進んだことに起因する。当時カンブリア紀の海に広がっていた無酸素環境は突如逆転して大気にまで影響を及ぼし、SPCIE以降の大気中の酸素濃度は現在の21%よりも高い30%以上に達した可能性もある。このような酸素の増加は生命の爆発的増加に寄与することとなった。SPCIEは地球の真の極移動と関連があることが指摘されてもいる。